# Axel Block

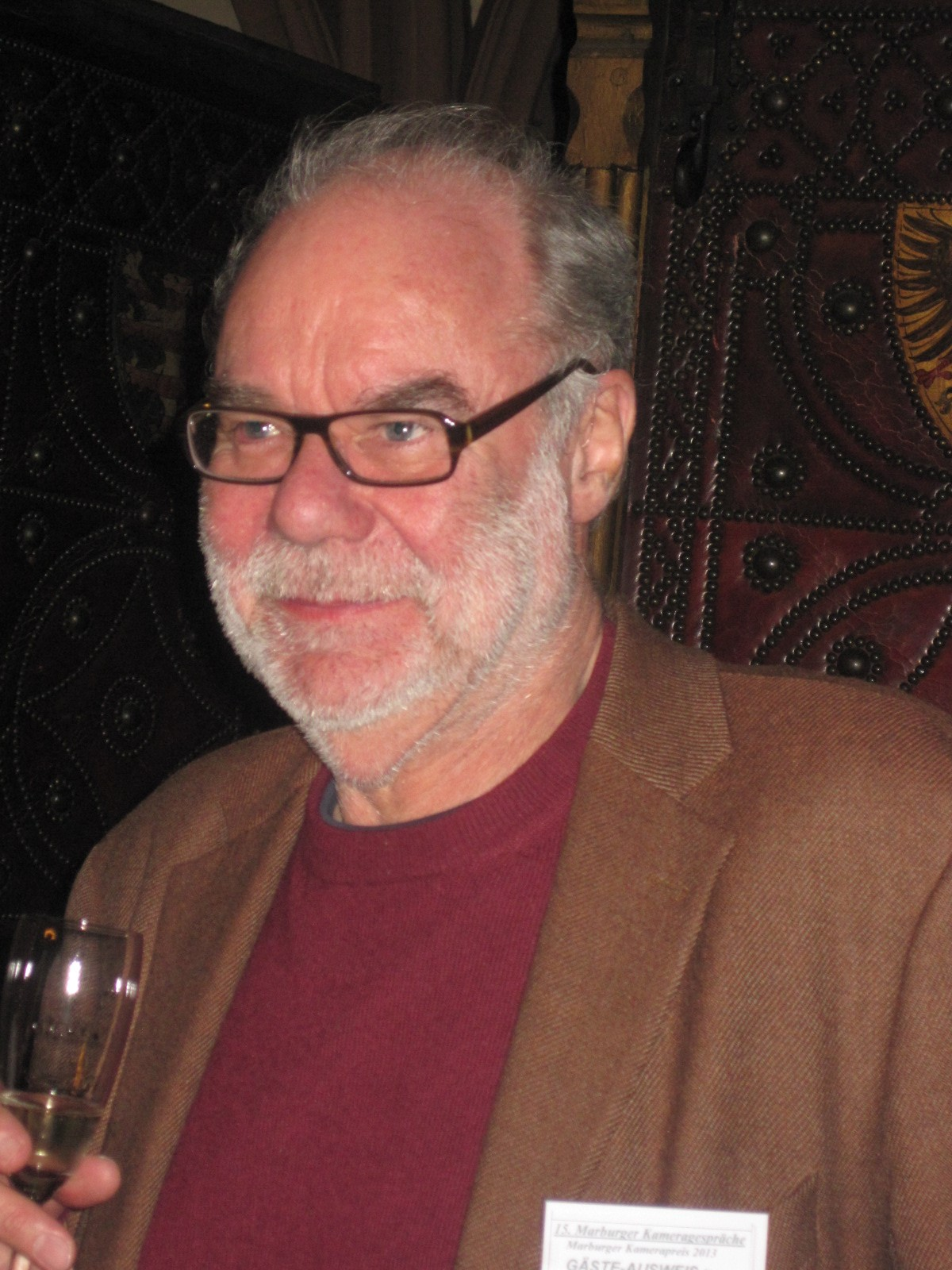
Axel Block (2013)

Axel Block (* 13. Juli 1947 in Velbert) ist ein deutscher Kameramann. Seit 1974 wirkte Block als Kameramann bei mehr als 100 Kino- und Fernsehproduktionen mit, darüber hinaus lehrte er Bildgestaltung an verschiedenen Filmhochschulen. Von 1997 bis 2015 war er Professor im Bereich „Angewandte Bildästhetik“ an der Hochschule für Fernsehen und Film München (HFF München).

## Leben
Der in Velbert geborene Axel Block war bereits als 13-Jähriger ein begeisterter Amateurfilmer. Nach seinem Schulabschluss absolvierte Block zunächst eine Ausbildung als Fotograf, bevor er 1968 ein Studium an der neu gegründeten Hochschule für Fernsehen und Film in München begann. Dort studierte er Regie, wurde aber bereits während des Studiums aufgrund seiner fotografischen Kenntnisse als Kameramann eingesetzt.
Nach dem Studium war Block zunächst als Aufnahmeleiter und Regieassistent tätig, bevor er sich 1974 bei dem vom WDR produzierten Fernsehfilm Kein Grund zur Unruhe endgültig für die Rolle des Kameramanns entschied. In den folgenden Jahren arbeitete Block hauptsächlich für das Fernsehen, unter anderem bei Ilse Hofmanns Verfilmung des Romans Als Hitler das rosa Kaninchen stahl und bei der Fernsehserie Auf Achse. 1981 war er für die Bildsetzung bei dem Tatort-Krimi Duisburg-Ruhrort, dem ersten Auftritt des Kriminalhauptkommissars Horst Schimanski, verantwortlich. Bei sechs weiteren Schimanski-Tatorts, dem Schimanski-Kinofilm Zabou von 1987 sowie Ende der 1990er Jahre bei drei Folgen der Reihe Schimanski war Axel Block ebenfalls als Kameramann beteiligt.
Seit Anfang der 1980er Jahre war Block zunehmend an Kinoproduktionen beteiligt. Zu seinen bekanntesten Arbeiten zählen Ingemo Engströms Verfilmung von Klaus Manns Roman Flucht in den Norden (1986), Thomas Braschs Der Passagier – Welcome to Germany (1988), die Komödie Go Trabi Go (1991), Bernhard Sinkels Der Kinoerzähler (1993) und Margarethe von Trottas Filme Ich bin die Andere (2006) und Vision – Aus dem Leben der Hildegard von Bingen (2009). Für die Kameraführung in dem Dokumentarfilm American Beauty Ltd. erhielt Axel Block 1990 den Bundesfilmpreis und den Bayerischen Filmpreis. Nachdem Block bereits 1984 den Förderpreis des Deutschen Kamerapreises gewonnen hatte, wurde ihm 2011 der Ehrenpreis für sein Lebenswerk zuerkannt.
Neben seiner freiberuflichen Tätigkeit als Kameramann ist Axel Block seit 1975 als Lehrbeauftragter tätig. Er lehrte unter anderem an der HFF München, der Deutschen Film- und Fernsehakademie Berlin, an der Fachhochschule Dortmund und an der Kunsthochschule für Medien Köln. Von 1994 bis 1997 hatte er eine Professur an der Fachhochschule Dortmund. 1997 kehrte Block als Professor für Angewandte Ästhetik, Bildgestaltung und Kameratechnik an die HFF München zurück, er besetzt seitdem den Lehrstuhl im Bereich „Angewandte Bildästhetik“. 
Für sein Buch Die Kameraaugen des Fritz Lang. Der Einfluss der Kameramänner auf den Film der Weimarer Republik. Studien zu Karl Freund, Carl Hoffmann, Rudolph Maté, Günther Rittau und Fritz Arno Wagner, in dem er über die historischen Quellen seiner Bildkunst reflektiert, wird er 2021 beim cinefest – Internationales Festival des deutschen Film-Erbes mit einem Willy Haas-Preis ausgezeichnet. 
Axel Block ist Mitglied der Deutschen Filmakademie.

## Filmografie (Auswahl)
- 1974: Kein Grund zur Unruhe – Regie: Peter F. Bringmann
- 1977: Aufforderung zum Tanz – Regie: Peter F. Bringmann
- 1977: Fluchtweg nach Marseille – Regie: Ingemo Engström
- 1978: Als Hitler das rosa Kaninchen stahl – Regie: Ilse Hofmann
- 1978: Zwischen zwei Kriegen – Regie: Harun Farocki
- 1979: Der Tag an dem Elvis nach Bremerhaven kam – Regie: Peter F. Bringmann
- 1981: Tatort – Duisburg Ruhrort – Regie: Hajo Gies (Fernsehreihe)
- 1981: Tatort – Grenzgänger
- 1981: Highway 40 West – Regie: Hartmut Bitomsky
- 1982: Tatort – Der unsichtbare Gegner
- 1982: Tatort – Kuscheltiere
- 1983: Tatort – Miriam
- 1984: Tatort – Kielwasser
- 1984: Tatort – Rechnung ohne Wirt
- 1985: Im Innern des Wals – Regie: Doris Dörrie
- 1986: Flucht in den Norden – Regie: Ingemo Engström
- 1987: Zabou – Regie: Hajo Gies
- 1988: Der Passagier – Welcome to Germany – Regie: Thomas Brasch
- 1989: American Beauty Ltd. – Regie: Dieter Marcello
- 1990: Der achte Tag – Regie: Reinhard Münster
- 1990: Der VW-Komplex – Regie: Hartmut Bitomsky
- 1991: Go Trabi Go – Regie: Peter Timm
- 1993: Der Kinoerzähler – Regie: Bernhard Sinkel
- 1994: Alles auf Anfang
- 1995: Pakten – The Sunset Boys – Regie: Leidulv Risan
- 1997: Die Konkurrentin (Fernsehfilm)
- 1999: Tatort – Dagoberts Enkel – Regie: Hajo Gies
- 2000: Schule – Regie: Marco Petry
- 2003: Gott ist tot – Regie: Kadir Sözen
- 2003: Die Klasse von ’99 – Schule war gestern, Leben ist jetzt
- 2004: Der Wunschbaum (Fernsehdreiteiler)
- 2004: Bibi Blocksberg und das Geheimnis der blauen Eulen – Regie: Franziska Buch
- 2005: Auf den Spuren der Vergangenheit
- 2006: Ich bin die Andere – Regie: Margarethe von Trotta
- 2007: Angsthasen – Regie: Franziska Buch
- 2007: Tatort – Unter Uns (TV-Reihe) – Regie: Margarethe von Trotta
- 2008: Patchwork – Regie: Franziska Buch
- 2009: Vision – Aus dem Leben der Hildegard von Bingen – Regie: Margarethe von Trotta
- 2010: Takiye – In Gottes Namen – Regie: Ben Verbong
- 2012: Ein vorbildliches Ehepaar – Regie: Ben Verbong
- 2015: Die abhandene Welt – Regie: Margarethe von Trotta